# Bataille de Gandamak
Première Guerre anglo-afghane
La bataille de Gandamak eut lieu en janvier 1842, à Gandamak, et opposa l'armée britannique des Indes aux forces de Dost Mohammad Khan, souverain de l'Afghanistan, dirigées par son fils, le prince et général Wazir Akbar Khan. Les Britanniques qualifient cette bataille de massacre de Gandamak car, au cours de celle-ci, presque tous les Britanniques et leurs soutiens indiens furent massacrés. Seul le Dr Brydon put s'échapper et rejoindre Jalalabad.

## Contexte
Pour un article plus général, voir Première guerre anglo-afghane.
Inquiets de la menace potentielle de la Russie sur leur empire des Indes, les Britanniques avaient décidé de s'emparer de l'Afghanistan afin d'y installer un roi complaisant et d'en faire un Etat-tampon. Les généraux et responsables britanniques, aussi bien à Londres qu'à Bombay, pensaient qu'il leur suffisait de prendre le contrôle de la passe de Khyber ainsi que des grandes villes de l'Afghanistan comme Jalalabad, Kaboul, Kandahar et Hérat en y envoyant un contingent limité de militaires et de remplacer le pouvoir jugé pro-russe par un pouvoir pro-anglais. 
Chargé par Londres de négocier un traité de coopération avec les Afghans et de s'assurer que ces derniers empêcheraient toute avancée des Russes vers l'Inde, Sir William Hay Macnaghten fut envoyé à Kaboul. Ce diplomate britannique doué pour les langues et qui avait réalisé des écrits sur les rites hindous et la loi islamique commença sa carrière en Inde en 1830 au service de lord William Bentinck. Profitant des dissensions et différends au sein de la famille régnante d'Afghanistan, il appuya Shah Shuja, lui offrant un soutien financier et militaire pour reconquérir le pouvoir en Afghanistan afin de remplacer Dost Mohammad Khan, jugé trop proche des Russes.

## Rétablissement de Shah Shuja
William Hay Macnaghten, avec un corps expéditionnaire, prit Kaboul et y installa Shah Shuja en août 1839. Il plaça à ses côtés l'explorateur britannique Alexander Burnes comme résident anglais. L'opération semblait couronnée de succès avec la reddition de Dost Mohamed en novembre 1839. Néanmoins, l'autorité du khan se réduisait aux principales villes et l'émir, exilé de son pays depuis trois décennies, était peu populaire. 
Le 2 novembre 1841, Burnes et sa suite sont massacrés à Kaboul. Les troupes anglaises trouvent refuge dans la citadelle en dehors de la ville. Le 23 décembre, alors qu'il tentait de négocier le retrait des Anglais, Macnaghten est tué par l'un des fils de Dost Mohamed.

## Déroulement
Les Britanniques (environ 12 000 civils) prirent alors la décision de quitter la ville le 6 janvier 1842. Ils sont escortés par 4 500 soldats (essentiellement des cipayes, troupes indigènes de la Compagnie des Indes) et 700 Européens dont le 44e régiment d'infanterie. Ils veulent rejoindre Jalalabad, ville se trouvant à 150 kilomètres plus à l'est, au pied de la passe de Khyber, passage naturel vers le Pendjab et l'Inde.
Confrontés tant au froid qu'à des attaques incessantes des tribus afghanes, surtout des Ghilzai, ils sont presque tous massacrés. Le 13 janvier au matin, 45 soldats et 20 officiers survivants sont encerclés en haut de la colline de Gandamak. Ils sont tous tués, sauf deux ou trois soldats qui sont capturés et six officiers qui s'échappent à cheval.

## Survivants
Il y eut moins de dix survivants. La bataille est connu grâce au docteur William Brydon, qui put fuir le champ de bataille. Les seuls autres survivants furent capturés. Il s'agissait du capitaine Thomas Souter, qui fut pris pour un officier supérieur par les Afghans, et deux ou trois autres soldats avec lesquels il fut fait prisonnier. D'autres officiers tentèrent de fuir, mais seul Brydon parvint à s'en sortir vivant.

## Postérité
L'issue de cette bataille, qui hantera la politique étrangère britannique en Asie du Sud, est un désastre et un camouflet pour les armées anglaises. En avril, Shah Shuja resté à Kaboul est assassiné.
Le désastre eut un retentissement considérable en Europe. Il montrait que l'armée anglaise n'était pas invincible. Malgré une nouvelle expédition en octobre qui libéra un certain nombre de prisonniers, les Britanniques laissèrent Dost Mohamed régner jusqu'à sa mort en 1863. Ils ne tenteront plus d'imposer un dirigeant qui ne soit pas accepté par les tribus et en particulier les Pachtounes majoritaires.
Toutefois, les Britanniques prendront leur revanche en mai 1879 sous l'impulsion du premier ministre Benjamin Disraeli, toujours avec la volonté de contrer l'empire russe : le fils de l'émir victorieux est défait et contraint de signer le Traité de Gandomak.